# Lista dzieł Charlesa Villiersa Stanforda

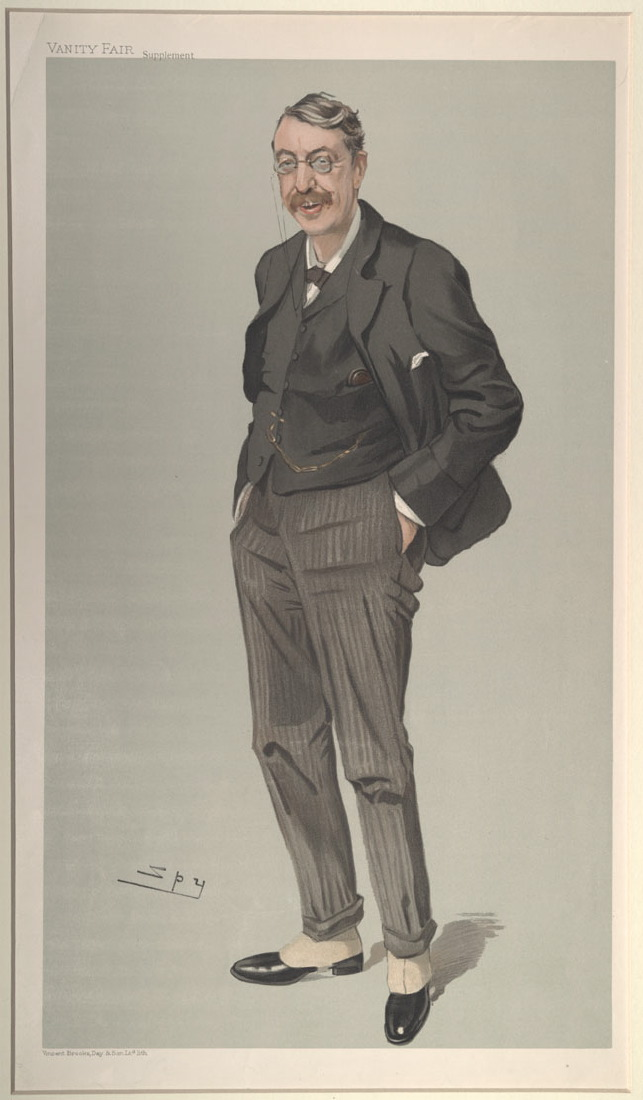
karykatura Charlesa Villiersa Stanforda autorstwa Leslie Warda (ok. 1905)

Lista dzieł Charlesa Villiersa Stanforda zawiera dorobek twórczy kompozytora.

## Opery
- Lorenza, op. 55 (niepubl.)
- The Veiled Prophet of Khorassan (1881)
- Savonarola[a] (1884)
- The Canterbury Pilgrims (1884)
- Shamus O'Brien, op. 61 (1896)

- Christopher Patch, the Barber of Bath, op. 69
- Much Ado About Nothing[b], op. 76a (1901)
- The Critic, or An Opera Rehearsed, op. 144 (1916)
- The Travelling Companion, op. 146 (wystawiona pośmiertnie w 1925)
- The Marriage of Hero ((niepubl.)
- The Miner of Falun (akt I; niepub.)

## Utwory orkiestrowe

### Symfonie
- Nr 1 B-dur (1876)
- Nr 2 d-moll, Elegiac (1882)
- Nr 3 F-dur, Irish, op. 28 (1887)
- Nr 4 F-dur, op. 31 (1888)[2]
- Nr 5 D-dur, L'Allegro ed il Pensieroso, op. 56 (1894)
- Nr 6 Es-dur, In Memoriam G. F. Watts[c], op. 94 (1905)[2]
- Nr 7 d-moll, op. 124 (1911)

### Koncerty i utwory koncertowe
- Koncert fortepianowy B-dur, WoO (wczesny nr „0”) (1874)[3]
- Koncert skrzypcowy D-dur, WoO (wczesny, 1875)[3]
- Koncert wiolonczelowy d-moll, WoO (1879–1880)
- Suita D-dur na skrzypce i orkiestrę, op. 32
- Koncert fortepianowy Nr 1 G-dur, op. 59
- Wariacje koncertowe na temat angielski Down Among the Dead Men na fortepian i orkiestrę c-moll, op. 71
- Koncert skrzypcowy D-dur, op. 74
- Koncert klarnetowy a-moll, op. 80
- Koncert fortepianowy Nr 2 c-moll, op. 126 (1911)
- Koncert skrzypcowy Nr 2 g-moll, op.162 (1918)
- Koncert fortepianowy Nr 3 Es-dur, op. 171 (1919; niedokończony, orkiestracja Geoffrey Bush)
- Wariacje na skrzypce i orkiestrę, op. 180 (1921)[3]
- Utwory koncertowe na organy i orkiestrę, op. 181 (1921)[3]

### Rapsodie irlandzkie
- Rapsodia irlandzka na orkiestrę Nr 1 d-moll, op. 78
- Rapsodia irlandzka na orkiestrę Nr 2 f-moll, op. 84 (The Lament for the Son of Ossian)
- Rapsodia irlandzka na wiolonczelę i orkiestrę Nr 3, op. 137
- Rapsodia irlandzka na orkiestrę Nr 4 a-moll, op. 141 (The Fisherman of Loch Neagh and what he saw)
- Rapsodia irlandzka na orkiestrę Nr 5 g-moll, op. 147
- Rapsodia irlandzka na skrzypce i orkiestrę Nr 6, op. 191

### Inne utwory orkiestrowe
- Marsz żałobny The Martyrdom
- Oedipus Rex, op. 29 (muzyka sceniczna)

## Utwory chóralne

### Hymny i motety
- And I saw another Angel (op. 37, Nr 1)
- Eternal Father (op. 135)
- For lo, I raise up (op. 145)
- If thou shalt confess (op. 37, Nr 2)
- How beauteous are their feet (opubl. 1923)
- The Lord is my Shepherd (1886)
- Three Latin Motets (op. 38, 1905)
  - Justorum animae
  - Coelos ascendit hodie
  - Beati quorum via (Stanford)|Beati quorum via
- Why seek ye the living?
- Engelberg (1904)

### Utwory liturgiczne
- Morning, Evening, and Communion:
  - B-dur (op. 10)
  - A-dur (op. 12)
  - F-dur (op. 36)
  - G-dur (op. 81)
  - C-dur (op. 115)
  - Festal Communion Service B-dur (op. 128) (1910–1911)
  - D-dur for Unison Choir (1923)

- Magnificat oraz Nunc dimittis:
  - Es-dur (1873; publ. 1996)
  - F-dur (używany w Queens’ College (1872; red. Ralph Woodward, publ. 1995)
  - A-dur (op. 12)
  - B-dur (op. 10)
  - C-dur (op. 115)
  - G-dur (op. 81)

### Miscellaneous
- On Time, chorał na chór podwójny bez akompaniamentu, op. 142 do wiersza Johna Miltona
- Magnificat, B-dur, na chór podwójny bez akompaniamentu, op. 164 (wrzesień 1918): dedykowany pamięci Huberta Parry’ego
- Pater Noster (1874)
- Pieśń 4-częściowa na SATB[d], op. 47 (1892)
  - Soft, soft wind
  - Sing heigh ho
  - Airly Beacon
  - The Knight's tomb
- Six Elizabethan Pastorals for SATB, op. 49
  - To his flocks
  - Corydon, Arise!
  - Diaphenia
  - Sweet love for me
  - Damon's Passion
  - Phoebe
- Six Elizabethan Pastorals for SATB (2. zestaw), op. 53
  - On a hill there grows a flower
  - Like Desert Woods
  - Praised be Diana
  - Cupid and Rosalind
  - O shady vales
  - The Shepherd Doron's jig
- Six Elizabethan Pastorals for SATB (3. zestaw), op. 67
  - A carol for Christmas
  - The Shepherd's anthem
  - Shall we go dance?
  - Love in prayers
  - Of disdainful Daphne
  - Love's fire
- Six Irish Folksongs for SATB, op. 78
  - Oh! breathe not his name
  - What the bee is to the flow'ret
  - At the mid hour of night
  - The Sword of Erin
  - It is not the tear
  - Oh the sight entrancing
- 4 Part-Songs, for Male Voices TTBB, op. 106
  - Autumn Leaves
  - Love's Folly
  - To his flocks
  - Fair Phyllis
- 4 Part-Songs, for SATB (also for SSAA) op. 110
  - Valentine's Day
  - Dirge
  - The Fairies
  - Heraclitus
- 3 Part-Songs, for SATB op. 111
  - A Lover's Ditty
  - The Praise of Spring
  - The Patient Lover
- 8 Part-Songs for SATB, op. 119 (do wierszy Mary Elizabeth Coleridge)
  - The Witch
  - Farewell, my joy
  - The Blue Bird
  - The Train
  - The Inkbottle
  - The Swallow
  - Chillingham
  - My heart in thine

### Utwory na chór i orkiestrę
- The Resurrection, na tenor, chór i orkiestrę (1875); tekst: Friedrich Gottlieb Klopstock
- Elegiac Ode, op. 21 (1884); tekst: Walta Whitmana
- The Revenge, a ballad of the fleet, op. 24 (1886); tekst: Alfred Tennyson
- Msza G-dur, op. 46
- Requiem, op. 63 (1896)[2]
- Te Deum, op. 66 (1898; napisane na Leeds Festival
- Songs of the Sea na baryton solo, chór (mieszany lub męski ad lib. i orkiestrę, op. 91; tekst: Henry Newbolt
- Stabat Mater, „Symphonic Cantata” na sopran solo, MzTB, chór i orkiestrę, op. 96 (1906)
- Song to the Soul, na chór i orkiestrę, op. 97b (1913); tekst: Walt Whitman
- Songs of the Fleet na baryton solo, SATB i orkiestrę, op. 117; tekst: Henry Newbolt
- At the Abbey Gate, cantata na baryton solo, SATB i orkiestrę, op. 177 (1921)

### Pieśni na głosy solowe i fortepian
- Six Songs, op. 19
- 3 Songs to poems by Robert Bridges, op. 43
- A Cycle of (9) Songs from The Princess of Alfred, (Lord Tennyson} na cztery głosy solo (SATB) i fortepian, op. 68
- An Irish Idyll in Six Miniatures, op. 77; tekst: Moira O'Neill
- Songs of Faith Set 1, op. 97, 1-3; tekst: Alfred Tennyson
- Songs of Faith Set 2, op. 97, 4-6; tekst: Walt Whitman
- A Sheaf of Songs from Leinster: 6 songs, op. 140; tekst: Winifred Mary Letts
- Crossing the bar; tekst: Walt Whitman
- La belle dame sans merci; tekst: John Keats
- A Corsican Dirge; tekst korsykański, przekład: Alma Strettell
- Prospice; tekst: Robert Browning
- The Milkmaid's song i The Lute Song, do wierszy ze zb. Queen Mary Alfreda Tennysona
- To Carnations, do wiersza Roberta Herricka
- Why so pale?, do wiersza Johna Sucklinga

## Muzyka kameralna
- Kwartety smyczkowe
  - Nr 1 G-dur, op. 44 (1891)
  - Nr 2 a-moll, op. 45 (1891)
  - Nr 3 d-moll, op. 64 (1897)
  - Nr 4 g-moll, op. 99 (1907)
  - Nr 5 B-dur, op. 104 (1908)
  - Nr 6 a-moll, op. 122 (1910)
  - Nr 7 c-moll, op. 166 (1919)
  - Nr 8 e-moll, op. 167 (1919)
- Inne utwory kameralne
  - Kwintet smyczkowy Nr 1 F-dur, op. 85 na 2 skrzypiec, 2 altówki i wiolonczelę (1903)
  - Kwintet smyczkowy Nr 2 c-moll, op. 86 (1903)
- Trio fortepianowe
  - No. 1 Es-dur, op. 35 (1889)
  - No. 2 g-moll, op. 73 (1899)
  - No. 3 A-dur Per aspera ad astra, op. 158 (1918)
- Utwory na skrzypce i fortepian
  - Sonata Nr 1 D major, op. 11 (1880)
  - Sonata Nr 2 A-dur, op. 70 (1898)
  - Sonata Nr 3, op. 165 (1919)
  - Legend, WoO (1893)
  - Irish Fantasies, op. 54 (1894)
  - Five Characteristic Pieces, op. 93 (1905)
  - Six Irish Sketches, op. 154 (1917)
  - Six Easy Pieces, op. 155 (1917)
  - Five Bagatelles, op. 183 (1921)
- Inne utwory na instrument solowy i fortepian
  - Sonata Nr 1 A-dur na wiolonczelę i fortepian, op. 9 (1878)
  - Sonata Nr 2 d-moll na wiolonczelę i fortepian, op. 39 (1893)
  - Three Intermezzi na klarnet i fortepian, op. 13 (1880)
  - Sonata na klarnet (lub altówkę) i fortepian, op. 129 (1912)
- Inne utwory na instrumenty smyczkowe i fortepian
  - Kwartet fortepianowy Nr 1 F-dur, op. 15 (1879)
  - Kwartet fortepianowy Nr 2, op. 133 (1912)
  - Kwintet fortepianowy d-moll, op. 25 (1887)
- Serenade F-dur na nonet, op. 95 (1906)
- Fantasy Nr 1 g-moll na klarnet i kwartet smyczkowy, WoO (1921)
- Fantasy Nr 2 F-dur na klarnet i kwartet smyczkowy, WoO (1922)
- Phantasy a-moll na róg i kwartet smyczkowy, WoO (1922)

## Utwory fortepianowe
- Toccata C-dur, op. 3
- Three Dante Rhapsodies, op. 92
- Six Characteristic Pieces, op. 132
- 24 Preludia we wszystkich tonacjach, 1. zestaw, op. 163
- Ballade, op. 170
- 24 Preludia we wszystkich tonacjach, 2. zestaw, op. 179

## Muzyka organowa
- Chorale Preludes (8)
- Chorale Preludes, op. 182
- Fantasie and i Toccata, op. 57 (1894, przejrzane 1917)
- Fantasie on Intercessor, op. 187
- Four Intermezzi
- Idyl and Fantasia, op. 121
- Intermezzo on Londonderry Air, op. 189

- Prelude and Fugue in e-moll
- Quasi una Fantasia (1921)
- Six Occasional Preludes, 2 tomy
- Six Preludes, op. 88
- Six Short Preludes and Postludes, op. 101
- Six Short Preludes and Postludes, op. 105
  - On a theme of Orlando Gibbons Song 34: The Angels' Song
  - On a theme of Orlando Gibbons Song 22:
  - Lento
  - On a theme of Orlando Gibbons Song 24:
  - Trio
  - Allegro
- Sonata Nr 1, op. 149 (1917)
- Sonata Eroica Nr 2, op. 151 (1917)
- Sonata Britannica Nr 3, op. 152 (1918)
- Sonata Celtica Nr 4, op. 153 (1920)
- Sonata Quasi Una Fantasia Nr 5, op. 159 (1921)
- Te Deum Laudamus Fantasy
- Three Preludes and Fugues, op. 93 (1923)
- Toccata and Fugue in d-moll (1907)
- Fantasie and Fugue in d-moll, op. 103 (1907)